# قطعنامه ۱۱۵۲ شورای امنیت
قطعنامه ۱۱۵۲ شورای امنیت سازمان ملل متحد که در تاریخ ۰۵ فوریه ۱۹۹۸ تصویب شد، سندی بین‌المللی دربارهٔ بررسی وضعیت در جمهوری آفریقای مرکزی است. این قطعنامه طی نشست ۳۸۵۳ام با ۱۵ رای موافق، ۰ مخالف و ۰ ممتنع تصویب شد.